# A végzet órája (film)
A végzet órája (The House with a Clock in Its Walls) 2018-ban bemutatott amerikai családi-fantasy, melyet Eli Roth rendezett John Bellairs 1973-ban kiadott azonos című regénye alapján. A főszereplők Jack Black, Cate Blanchett és Owen Vaccaro.
Az Amerikai Egyesült Államokban 2018. szeptember 21-én mutatta be az Universal Pictures, míg Magyarországon bő két hónappal később szinkronizálva, november 1-én a Freeman Film.
A film pozitív kritikákat kapott az értékelőktől. A Metacritic oldalán a film értékelése 38% a 100-ból, mely 57 véleményen alapul. A Rotten Tomatoeson a Végzet órája 66%-os minősítést kapott, 185 értékelés alapján. A film világszerte 130 millió dollárt tudott gyűjteni, ami a 42 milliós költségvetésével szemben jó eredmény.

## Szereplők
| Szereplő            | Színész                | Magyar hang         | Leírás                                                  |
| ------------------- | ---------------------- | ------------------- | ------------------------------------------------------- |
| Jonathan Barnavelt  | Jack Black             | Kálloy Molnár Péter | Lewis nagybátyja és varázslója                          |
| Florence Zimmerman  | Cate Blanchett         | Bertalan Ágnes      | Jonathan szomszédja és barátja, valamint egy boszorkány |
| Isaac Izard         | Kyle MacLachlan        | Kautzky Armand      | gonosz varázsló                                         |
| Lewis Barnavelt     | Owen Vaccaro           | Vida Bálint         | Jonathan 10 éves unokaöccse                             |
| Selena Izard        | Renée Elise Goldsberry | Bognár Anna         | Isaac felesége és egy boszorkány                        |
| Rose Rita Pottinger | Vanessa Anne Williams  | Azurák Zsófia       | Lewis osztálytársa                                      |
| Mrs. Hanchett       | Colleen Camp           | Virághalmy Judit    | Jonathan fura szomszédja                                |
| Mrs. Barnavelt      | Lorenza Izzo           | F. Nagy Erika       | Lewis anyja                                             |